# Patrick Ewing Jr.
Pour les articles homonymes, voir Ewing.
Patrick Ewing Jr., né le 20 mai 1984 à Boston (Massachusetts), aux États-Unis, est un joueur américano-jamaïcain de basket-ball, qui joue pour la Jamaïque au niveau international. Il évolue aux postes d'ailier et d'ailier fort. Il est le fils de l'ancien basketteur Patrick Ewing.